# HD 94510
HD 94510 är en ensam stjärna belägen i den norra delen av stjärnbilden Kölen, som också har Bayer-beteckningen u Carinae.  Den har en genomsnittlig skenbar magnitud av ca 3,78 och är svagt synlig för blotta ögat där ljusföroreningar ej förekommer. Baserat på parallaxmätning inom Hipparcosuppdraget på ca 34,3 mas, beräknas den befinna sig på ett avstånd på ca 95 ljusår (ca 29 parsek) från solen. Den rör sig bort från solen med en heliocentrisk radialhastighet på ca 8 km/s.

## Egenskaper
HD 94510 är en orange till gul underjättestjärna av spektralklass K0 IV, som anger att den har förbrukat förrådet av väte i dess kärna och är på väg att utvecklas till en jättestjärna. Den har en massa som är ca 1,6 solmassor, en radie som är ca 7,6 solradier och har ca 31 gånger solens utstrålning av energi från dess fotosfär vid en effektiv temperatur av ca 4 950 K.
HD 94510  är en misstänkt variabel stjärna med en luminositet som uppmätts till att varier i magnitud från 3,75 ner till 3,80.